# Johan Wolder
Johan Hendrikus Wolder (23 januari 1922 – 3 januari 2016) was een Nederlands hoorspelacteur en -regisseur.
Na in 1943 als logopedist te zijn afgestudeerd aan de Utrechtse Vereniging voor Logopedie en Phoniatrie legde hij zich toe op een carrière in Hilversum als hoorspelacteur. Van 1946 tot 1958 werkte hij voor de Hoorspelkern van de Nederlandse Radio Unie en van 1958 tot 1965 was hij verbonden aan de Nederlandse Blindenbibliotheek. Vanaf toen was hij vooral actief als regisseur ervan voor de NCRV. Zo had hij de regie bij Signalement van een monster, een hoorspel van Borislav Pekić. Daarnaast regisseerde hij voor de VPRO-radio de serie Brief voor de koning, naar het gelijknamige boek van Tonke Dragt. 
Hij gaf les in voorleestechniek en was werkzaam als professioneel verteller.
Wolder overleed op 93-jarige leeftijd.
- International Standard Name Identifier: 0000 0003 8803 1479
- Nederlandse Thesaurus van Auteursnamen: 07176836X
- Virtual International Authority File: 281091488
- WorldCat: E39PBJycT3rtwbJCVdFkhHkMT3